# Miroslav Sláma
Miroslav Sláma, češki hokejist, * 17. februar 1917, Třebíč, Češka, † 30. november 2008, Thousand Oaks, Kalifornija, ZDA. 
Sláma je bil hokejist I. ČLTK Praha v češkoslovaški ligi, za češkoslovaško reprezentanco pa je igral na enih olimpijskih igrah, kjer je bil dobitnik srebrne medalje, ter enem svetovnem prvenstvu (brez olimpijskih iger), kjer je bil dobitnik zlate medalje. Po Zimskih olimpijskih igrah 1948 v Švici sta z Oldřichom Zábrodským pobegnila iz reprezentančnega tabora in ostala v Švici, po nekaj letih pa je imigriral v ZDA, kjer je delal kot knjižničar. 